# Карпинети
Карпинети је насеље у Италији у округу Ређо Емилија, региону Емилија-Ромања.
Према процени из 2011. у насељу је живело 1311 становника. Насеље се налази на надморској висини од 546 м.

## Становништво
| 1951. | 1961. | 1971. | 1981. | 1991. | 2001. | 2011. |
| ----- | ----- | ----- | ----- | ----- | ----- | ----- |
| 6.979 | 5.812 | 4.401 | 4.119 | 4.026 | 4.111 | 4.178 |